# Rainbow (südkoreanische Band)
Rainbow (Eigenschreibweise: RAINBOW; Hangeul: 레인보우, Katakana: レインボー) war eine südkoreanische Girlgroup der zweiten K-Pop-Generation, die bei DSP Media unter Vertrag stand. 
Die Gruppe bestand aus sieben Mitgliedern: Woori, Seungah, Jaekyung, Noeul, Yoonhye, Jisook und Hyunyoung.
Sie debütierten am 12. November 2009 mit ihrem Mini-Album 'Gossip Girl'. Am 27. Oktober 2016 wurde die Auflösung Rainbows offiziell bestätigt, nachdem alle Mitglieder sich dazu entschieden ihren Vertrag nicht zu erneuern.

## Geschichte

### 2009: Gründung undGossip Girl
Im Januar 2009 wurde erstmals bekannt, dass DSP Media eine neue Girlgroup zusammenstellen wird. Berichten zufolge befanden sich einige Mitglieder bereits seit vier Jahren im Training der Plattenfirma. Zwischen Ende Oktober und Anfang November 2009 veröffentlichte DSP Media täglich Teaser in Form von Bildern der Gruppe, worauf die Veröffentlichung eines Musikvideo-Teasers für Gossip Girl am 6. November 2009 folgte.
Am 3. November 2009 wurde Rainbow als Musikgruppe ins Leben gerufen. DSP Media erklärte: „Die Mitglieder von Rainbow wurden so ausgewählt, dass ihre körperliche Erscheinung der von Fin.K.L in nichts nachsteht.“
Am 11. November 2009 wurde das Musikvideo zu Gossip Girl veröffentlicht. Einen Tag später folgte die Veröffentlichung der gleichnamigen Fünf-Song-EP. Am 14. November 2009 debütierte die Gruppe bei Show! Musik Core mit der Aufführung von Gossip Girl, ihrer ersten Single.
Nach der Veröffentlichung von Gossip Girl folgte mit Not Your Girl eine zweite Single aus der EP, die als Reaktion auf den SS501-Song UR Man geschrieben wurde.

### 2010: Imagewandel und zunehmende Popularität
Anfang August 2010 veröffentlichte DSP Media ein einzelnes Bild als Teaser für den Nachfolgesong zu Gossip Girl. Die Mitglieder trugen schlichten weißen Kleidern, mit regenbogenfarbenen Lidschatten. Mehrere Tage später wurde ein zweites Teaserbild veröffentlicht, auf dem die Mitglieder zwei verschiedene Outfits zu zwei verschiedenen Hintergründen trugen. Am 11. August 2010 wurde das Musikvideo zu A veröffentlicht. Zwei Tage später erschien Rainbow in der KBS-TV-Serie Music Bank. Darauf folgende Auftritte waren bei Show! Music Core und bei dem SBS-Programm Inkigayo.
Am 17. Oktober 2010 veröffentlichte DSP Media eine Auswahl von Fotos von Rainbow-Mitglieder, als Vorgriff auf die neue Single-Auskopplung A. Die Single wurde am 19. Oktober 2010 neben dem kompletten Fotosatz veröffentlicht. Am 21. Oktober 2010 wurde der erste Live-Auftritt bei der Mnet-Show M! Countdown ausgestrahlt. Drei weitere Auftritte folgten. Bis zum 14. November 2010 promotete die Gruppe ihre nächste Single Mach.
Berichte enthüllten, dass Rainbow ihr Image ändern würden. DSP Media legte den Imagewechsel danach offen: „Sie haben bisher nur ihre unschuldige und sexy Seite gezeigt. Jetzt werden sie ein moderneres Image zeigen. Sie werden ihr Image in ein sexy Domina-Image verwandeln.“

### 2011:So Nyeo,Sweet Dreamund japanisches Debüt
Im April 2011 veröffentlicht Rainbow ihre zweite EP So Nyeo (SO 女). Das Lied To Me wurde als Single ausgekoppelt. Das Gesamtkonzept der EP war die Frühlingszeit und auf den Fotos waren die Bandmitglieder in weißen Kleidern vor einem Blumenfeld-Hintergrund zu sehen.
Um das Lied To Me mit dem dazugehörigen Rachethema zu promoten, wird auf einem Bild der Luxus dargestellt. Für diese Komposition arbeitete Rainbow mit dem japanischen DJ Daishi Dance zusammen und Berichten zufolge wurde die Ballettchoreografie des Musikvideos von Schwanensee adaptiert. Am 14. Mai 2012 wurden sie von Sega Toys und Dong Woo Animation engagiert, um zwei Lieder für den Soundtrack der japanisch/koreanischen Animeserie Zoobles aufzunehmen. Die beiden Songs mit den Titeln I Love Zoobles und Zooblesui Moheom sind als Anfangs- und Endmusik der Folgen zu hören. Sie wurden in drei Sprachen aufgenommen (Koreanisch, Japanisch und Englisch). Die Songs wurden auf den offiziellen YouTube-Kanal von DSP Media hochgeladen.
Am 20. Juni 2011 wurde ein 43-Sekunden-Teaser für die nächste Single Sweet Dream auf den YouTube-Kanal hochgeladen und das ganze Musikvideo einen Tag später veröffentlicht. Dieses Musikvideo wurde mit einer Motion-Control Technik gedreht. Die Repackaged-Version von So Nyeo wurde am 22. Juni 2011 veröffentlicht und enthielt alternative Tracks wie Sweet Dream, eine Akustikversion von Kiss (von der Gossip Girl-EP), ein Club-Version von To Me, und eine instrumentale Version von Sweet Dream. Am 23. Juni 2011 trat Rainbow bei M! Countdown auf.
Am 7. September 2011 krönte Rainbow die wöchentlichen Download-Charts Recochoku mit der japanischen Veröffentlichung ihres A Musikvideos. Die Gruppe hatte ihr erstes Japankonzert im Tokioter Ikebukuro-Viertel vor 2.000 Fans mit der Aufführung von A, gefolgt von einer 15-minütigen Diskussion. Am 14. September 2011 veröffentlicht Rainbow ihre Debütsingle auf dem japanischen Markt. A erreichte Platz 3 der täglichen Oricon-Charts mit 10.141 verkauften Exemplaren. Die Single-Auskopplung beinhaltete ein japanisches Remake ihrer Debütsingle Gossip Girl und eine Exklusiv-DVD. Rainbow hatte ihr japanisches TV-Debüt in der Show Sukkiri mit einem Auftritt, bei dem sie A sangen. Am 7. Dezember 2011 veröffentlichte die Gruppe ihre zweite japanische Single, die japanische Version des Songs Mach (japanisch マッハ) und erreichte mit ihr Platz 9 in den wöchentlichen Oricon-Charts.

### 2012: Rainbow Pixie,Over the Rainbowund Soloprojekte
Am 3. Januar 2012 verkündete DSP Media, dass ein Teil der Gruppe ein Trio bilden werde. Am selben Tag wurde ein Teaser-Bild auf der Website von DSP Media veröffentlicht und der Name des Trios enthüllt (Rainbow Pixie). Am 4. Januar 2012 wurde durch ein weiteres Bild enthüllt, dass die Mitglieder Seung-ah, Ji-sook und Hyun-young das Trio bilden werden. Sie veröffentlichten ihren Debütsong Hoi Hoi am 12. Januar 2012 und hatten ihrem ersten TV-Auftritt in der Show! Musik Core.
Rainbow veröffentlichte am 14. März 2012 eine neue japanische Single, mit dem Titel Gonna Gonna Go! (japanisch ガナガナ GO!). Ein Teaser des Musikvideos wurde am 24. Februar 2012 veröffentlicht, zusammen mit Details zu ihrem japanischen Debütalbum Over the Rainbow, das am 28. März 2012 veröffentlicht wurde. Am 5. April 2012 stellte Rainbow die zweite Singleauskopplung CANDY GIRLS! vor. Das offizielle Musikvideo des Songs wurde am 5. September 2012 veröffentlicht, zeitgleich mit der ersten DVD-Staffel der Animeserie Zoobles.
DSP Media gab bekannt, dass der Rest der Gruppe bis auf Weiteres andere Projekte in Südkorea verfolgen wird. Woo-ri nahm bei der Varieté-Show Invincible Youth teil, aber verließ die Show wegen einer Rolle in der KBS-Sitcom I Need A Fairy. Jae-kyung nahm an der jTBC-Serie Monster teil, die am 2. April 2012 startete. Am 19. April 2012 erklärte DSP Media, dass bei Hyun-young ein Stimmlippenpolyp diagnostiziert worden war und operativ entfernt werden müsse. Weiter wurde erklärt: „Als ihr Zeitplan voller wurde, musste sie ihre Stimme immer stärker einsetzen. Ich denke, das ist der Grund, weshalb sich die Polypen entwickelten.“ Jae-kyung erschien nach ihrem Auftritt in Monster im neuen SBS-Programm Laws of the Jungle W. Seung-ah war Teil der ersten Staffel der tvN-Show The Romantic and Idol.

### 2013-heute:Rainbow Syndrome
Am 5. Februar 2013 wurde die Veröffentlichung des ersten koreanischen Studioalbum Rainbow Syndrome für den 13. Februar 2013 bestätigt. Am selben Tag fand bei einem Showcase die Präsentation des Albums statt.

## Diskografie
Koreanisch
- Gossip Girl (EP) (2009)
- So Nyeo (EP) (2011)
- Rainbow Syndrome (Album) (2013)

Japanisch
- A (Single) (2011)
- Mach (Single) (2011)
- Gonna Gonna Go! (Single) (2012)
- Over the Rainbow (Album) (2012)